# ليوناردو ريفيرو
ليوناردو ريفيرو (بالإسبانية: Leonardo Rivero)‏ (12 نوفمبر 1983 في الأوروغواي - ) هو لاعب كرة قدم أوروغواني في مركز الوسط. لعب مع خميناسيا خوخوي وسيينسيانو وCerro Largo F.C. ‏ وPaysandú F.C. ‏ وديبورتيس أنتوفاغاستا ونادي ميلغار أريكيبا.

## وصلات خارجية
- ليوناردو ريفيرو على موقع قاعدة بيانات كرة القدم.إي يو (الإنجليزية)
- ليوناردو ريفيرو على موقع Soccerway.com (الإنجليزية)